# Пацанувка
Пацанувка (пол. Pacanówka) — село в Польщі, у гміні Ритв'яни Сташовського повіту Свентокшиського воєводства.
Населення — 182 особи (2011).
У 1975-1998 роках село належало до Тарнобжезького воєводства.

## Демографія
Демографічна структура на день 31 березня 2011 року:
|          | Загалом | Допрацездатний вік | Працездатний вік | Постпрацездатний вік |
| -------- | ------- | ------------------ | ---------------- | -------------------- |
| Чоловіки | 93      | 13                 | 69               | 11                   |
| Жінки    | 89      | 11                 | 62               | 16                   |
| Разом    | 182     | 24                 | 131              | 27                   |